# Cracker
A cracker (magyar zsargonban: krekker) olyan, a számítástechnikához magas színvonalon értő személy, aki tudását elsősorban a saját céljaira használja fel, visszaél vele, és másokat károsít meg. Számítógépekre hatol be jogtalanul, adatokat szerez meg és használ fel elsősorban anyagi javakért, esetleg társai elismerésének reményében. A cracker az általa birtokolt információval visszaél, másokkal csak ritkán osztja meg, és akkor sem azért teszi, hogy ezzel valódi segítséget nyújtson.
A crackereket gyakran összekeverik a hackerekkel, akik tevékenysége valójában szöges ellentétben áll a crackerekével. A hackerek célja többek között, hogy másokat segítsenek, és elítélik a crackerek által folytatott tevékenységeket.

## Szoftverkalózkodás
A sajtóban és köznyelvben a cracker alatt gyakran csak a crackerek azon rétegét értik, akik programokat fejtenek vissza azért, hogy a másolásvédelem (és esetlegesen más védelmi funkciók) kiiktatásával azok illegálisan használhatóvá váljanak, és kalózmásolatokat lehessen róluk készíteni. A szoftvergyártók különböző másolásvédelmi technikákkal, titkosítási eljárásokkal küzdenek az ezzel foglalkozó crackerek ellen.
Ironikus, hogy a szoftverkalózkodás következtében manapság egyre több szoftvert árusítanak bármiféle másolásvédelem beépítése nélkül.

### Módszerek
A leggyakoribb szoftver crack alapja a program változóinak módosítása, hogy elkerüljék, vagy éppen lehetővé tegyék bizonyos feladatok lefutását. Ezt a programkód visszafejtésével teszik, debugger segítségével. Ilyen debugger például a SoftICE, az OllyDbg, a GDB, vagy a MacsBug. A végeredmény általában egy egyszerű .exe fájl, amivel az eredetit felülírva a másolásvédelem megkerülhető. 
Bizonyos másolásvédelmek (ezek általában a lemezek tényleges lemásolását akadályozzák) erre specializálódott programok segítségével könnyedén eltávolíthatók. Ilyen elterjedt másolásvédelmi technológia például a SafeDisc. 
Más esetekben lehetséges a program teljes visszafejtése (hozzájutva ezzel a forráskódhoz) - ez lehetőség például szkriptnyelvek, illetve JIT fordítást használó nyelvek esetében.
Az 1980-as és 1990-es évek fordulója körül fénykorát élte a háziszámítógépekre (Sinclair ZX Spectrum, Commodore C-64, Amiga stb.) készült játékszoftverek másolásvédelmének crackerek általi feltörése és terjesztése, illetve az eköré szerveződő, egyfajta romantikát, közösséget és hobbit is jelentő, de jogi értelemben illegális szubkultúra (cracking scene). A szoftverek feltörésére és terjesztésére egymással kooperáló, illetve rivalizáló csoportok (cracker group) alakultak, amelynek tagjai felosztották egymás között az egyes tevékenységeket. Az egyes tagoknak így jutott pl. feltörendő eredeti gyári programokat beszerző (original supplier), a védelmet feltörő (cracker), a csapat önreklámjának és demóinak zenéjét (composer), illetve grafikáit (GFX artist) készítő, valamint a feltört szoftvereket (warez, stuff) kapcsolatain keresztül a többi csoport felé csereberélő (swapper) szerepkör.

Ebben a struktúrában a cracker kifejezés az illegális tevékenységet végző csapat egyik legfontosabb tagját is jelentette.